# Alone I Play
Alone I Play est un album live, solo du chanteur Jonathan Davis du groupe Korn sorti en novembre 2007. Cet album reprend des titres du groupe ainsi que du film La Reine des damnés.

## Liste des titres
- System - 4:52  (La Reine des damnés)
- Last Legal Drug (Le Petit Mort) - 5:15 (Reprise de Korn)
- 4 U - 2:48 (Reprise de Korn)
- Hey Daddy - 3:52 (Reprise de Korn)
- Forsaken – 3:42 (La Reine des damnés)
- Dirty - 3:55 (Reprise de Korn)
- Alone I Break - 4:20 (Reprise de Korn)
- Slept So Long – 5:38 (La Reine des damnés)
- Hushabye - 4:35 (Reprise de Korn)
- Kick the P.A. - 2:31 (Reprise de Korn)
- Not Meant for Me – 4:41 (La Reine des damnés)
- Hold On - 3:05 (Reprise de Korn)
- Careless (Akasha's Lament) - 4:46 (La Reine des damnés)
- Redeemer – 4:16 (La Reine des damnés)
- Got the Life - 3:43 (Reprise de Korn)
- Trash - 3:37 (Reprise de Korn)
- Falling Away From Me - 4:00 (Reprise de Korn)
- Tearjerker - 5:38 (Reprise de Korn)